# ألبرت ليو ستيفنز
ألبرت ليو ستيفنز (بالإنجليزية: Albert Leo Stevens)‏ هو قائد منطاد ‏ أمريكي، ولد في 9 مارس 1877 في كليفلاند في الولايات المتحدة، وتوفي في 8 مايو 1944 في بردونيا في الولايات المتحدة.